# Naâma
Pour les articles homonymes, voir Naama.
Naâma (en arabe : النعامة, en Tamazight: ⵏⵄⴰⵎⴰ) est une commune chef-lieu de la wilaya de Naâma, située à environ 240 km au sud-est de Tlemcen.
C'est une petite localité des Hauts Plateaux, qui a été promue chef-lieu d'une nouvelle wilaya en 1984.

## Géographie

### Situation
Petite ville des Hauts Plateaux, Naâma se trouve à 352 km au sud d'Oran, 320 km au nord de Béchar, à 65 km au Nord d'Aïn Sefra et à 38 km de Mécheria, sur la Route nationale 6.
Le territoire de la commune couvre une superficie de 2 482,5 km2. La ville est située à l'Ouest de la sebkha de Naama, et du Djebel Malah.
| El Biod        | Mecheria |                               |
| Aïn Ben Khelil | Naâma    | El Mehara (wilaya d'El Bayadh |
| Aïn Sefra      | Tiout    | Assela                        |

### Climat
Le climat à Naâma, est désertique froid. La classification de Köppen est de type BWk. La température moyenne est de 16.2 °C et la moyenne des précipitations annuelles ne dépasse pas 250 mm.
| Mois                              | jan. | fév. | mars | avril | mai | juin | jui. | août | sep. | oct. | nov. | déc. | année |
| --------------------------------- | ---- | ---- | ---- | ----- | --- | ---- | ---- | ---- | ---- | ---- | ---- | ---- | ----- |
| Température minimale moyenne (°C) | 1    | 3    | 5    | 7     | 12  | 16   | 19   | 19   | 16   | 10   | 5    | 2    | 10    |
| Température moyenne (°C)          | 6    | 9    | 11   | 14    | 18  | 25   | 28   | 28   | 24   | 17   | 12   | 8    | 17    |
| Température maximale moyenne (°C) | 12   | 14   | 17   | 20    | 25  | 31   | 35   | 35   | 30   | 23   | 17   | 13   | 23    |
| Précipitations (mm)               | 18   | 17   | 29   | 24    | 20  | 12   | 5    | 9    | 25   | 24   | 27   | 21   | 231   |

| Diagramme climatique                                  |       |       |       |        |        |       |       |        |        |       |       |
| J                                                     | F     | M     | A     | M      | J      | J     | A     | S      | O      | N     | D     |
| 12118                                                 | 14317 | 17529 | 20724 | 251220 | 311612 | 35195 | 35199 | 301625 | 231024 | 17527 | 13221 |
| Moyennes : • Temp. maxi et mini °C • Précipitation mm |       |       |       |        |        |       |       |        |        |       |       |

### Localités
En 1984, la commune de Naâma est constituée à partir des lieux-dits et localités suivants :
- Naama
- Mocta Deli
- Souiga
- Touadjeur
- Horchaia
- Ain Msif
- Meridja
- Beni Ogba
- Ouled Messaoud
- Ouled Ahmed
- Megane
- Ouled Mebarem

## Histoire

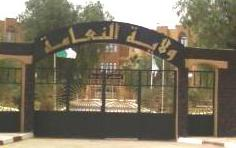
Siège de la wilaya de Naâma.

À l'issue du découpage administratif de 1985, et par la volonté des pouvoirs publics algériens de promouvoir les zones steppiques, Naâma, petite localité rurale, a été choisie comme chef-lieu de wilaya à la suite d'un sérieux conflit opposant deux petites villes de même statut administratif, aptes à accéder à ce niveau hiérarchique : Mécheria (tribu des Hamyan) et Aïn-Sefra (tribu des Amour). Auparavant, elle était rattachée à la wilaya de Saïda.

## Transport
Transport ferroviaire
La gare SNTF de Naâma est desservie par la ligne Oran-Béchar.
Transport aérien
Naâma est desservie par l'aéroport de Mecheria situé à 30 km au nord de la ville.

## Démographie
Selon le recensement général de la population et de l'habitat de 2008, la population de la commune de Naâma est évaluée à 16 251 habitants. La localité de Naâma comptait 2 374 habitants selon le recensement de 1987, avant sa promotion administrative. Elle est la troisième commune la plus peuplée de la wilaya de Naâma, après Méchria et Aïn Sefra.

## Économie
Depuis, la création de la wilaya de Naama, Naâma connaît un développement économique important, sa gare de chemin de fer commence  à supplanter celle d'Aïn Sefra.

## Enseignement
La ville de Naâma possède un centre universitaire baptisé au nom du moudjahid Ahmed Salhi dit "Si Ali Laidouni".